# Apisai Ielemia
Apisai Ielemia (Vaitupu, 19 de agosto de 1955-Funafuti, 19 de noviembre de 2018) fue un político de Tuvalu, primer ministro de ese país entre 2006 y 2010.

## Biografía

### Primer ministro de Tuvalu
Comenzó su carrera política, en 1973, en el servicio civil desarrollado en la colonia de las islas Gilbert y Ellice. En 1998 fue nombrado secretario permanente en el Ministerio de Comercio, Comercio y Turismo.
Desde 2002 hasta 2016 representó a su circunscripción del atolón de Vaitupu en el Parlamento de Tuvalu como independiente. Su no alineación política no es inusual en la política tuvaluana, dado que no existen partidos políticos en dicho país.
Tras las elecciones generales celebradas el 3 de agosto de 2006 que ganaron los opositores del anterior primer ministro Maatia Toafa, fue nombrado primer ministro el 14 de agosto. En su gobierno él mismo ocupó el puesto de ministro de Asuntos Exteriores. Fue primer ministro de 2006 a 2010. Durante su mandato, Ielemia formó parte del Comité de Cuentas Públicas, y estrechó las relaciones de Tuvalu con la República de China. En diciembre de 2007 visitó dicho país. Logró un alto reconocimiento internacional cuando intervino en la XV Conferencia sobre el Cambio Climático de la ONU 2009, ocasión en la que manifestó los peligros de la subida del nivel del mar.

### Fallecimiento
Ielemia murió de un ataque al corazón en su casa de Funafuti en la noche del 19 de noviembre de 2018, y fue llevado a su isla de origen, Vaitupu, en el barco patrullero de Tuvalu, HMTSS Te Mataili, al día siguiente. 
Tras su fallecimieno, deja a su esposa Sikinala Ielemia, un hijo y una hija y varios nietos.

## Miembros del gobierno
Hasta septiembre de 2006, el gobierno del primer ministro Apisai Ielemia consistía en los siguientes miembros:
- Viceprimer Ministro y Ministro de Recursos Naturales: Tavau Teii - representa a Niutao
- Portavoz del Parlamento: Kamuta Latasi - representa a Funafuti
- Ministro del Interior: Willy Telavi - representa a Nanumea
- Ministro de Finanzas y Planificación Económica: Lotoala Metia - representa a Nukufetau
- Ministro de Obras Públicas, Agua y Energía: Kausea Natano - representa a Funafuti
- Ministro de Comunicaciones, Transporte y Turismo: Taukelina Finikaso - representa a Vaitupu
- Ministro de Educación, Juventud y Deporte: Falesá Pitoi - representa a Nanumaga
- Ministro de Salud: Iakoba Italeli - representa a Nui